# 张无忌
張無忌是金庸武俠小说中的虛構人物，《倚天屠龍記》的男主角。出生後便在冰火島過著原始生活，其後隨父母回歸中土。因身中玄冥神掌命危而帶病習醫，忍受寒毒煎熬七年後在因緣際會下練成九陽神功，其後更陸續練成乾坤大挪移、太極拳、太極劍和聖火令神功心法等蓋世武功，除了武當派開山祖師兼其太師父張三丰之外幾乎無人能敵，為金庸小說中武功絕頂高手之一。生性隨和，宅心仁厚，精通醫術和藥理。20歲時便當上明教教主，率領百萬教眾及武林群雄反抗蒙古政權的高壓統治，最終獲得屠龍刀和倚天劍，以及刀劍中的兵法和秘笈（包括《武穆遺書》、《九陰真經》及《降龍十八掌精要》），最終成功推翻了元朝，携趙敏一同歸隱。

## 生平概述
張無忌生性隨和，不愛記仇，為人善良，宅心仁厚。悟性極高，武功知道進退，醫術方面亦很有天賦。因個性敦厚老實、不善權謀，看透了世間的人情冷暖，故最後選擇與趙敏歸隱，放棄爭奪權位。

### 身世
張無忌是「武當七俠」之五俠「銀鉤鐵劃」張翠山與天鷹教紫薇堂堂主殷素素的兒子。
他的雙親剛相識不久，便互生情愫，王盤山一役後被「金毛獅王」謝遜脅持，其間遭遇海難，流落到杳無人煙的冰火島上。
父母在島上成親並生下一子。為了保護孩兒性命及避免遭狂性大發的謝遜攻擊，夫婦二人遂與謝遜結拜，謝遜為孩子的義父，又將其名為「無忌」，藉此紀念謝遜去世多年的親生兒子謝無忌，以表結義之誠意。張無忌出生至十歲以前都跟謝姓，叫作「謝無忌」，直到一家三口回到中原後才改回原姓。
在崑崙山時，張無忌曾經向蛛兒說自己叫「曾阿牛」以掩飾身份，「曾」取自「張」和「殷」两个字的切音，「阿牛」則取自「蝶谷醫仙」胡青牛，其後亦多次使用這名行走江湖。

### 兒時遭遇
張無忌的幼年在冰火島渡過，其間獲父親傳授一些武當派入門武功，又得義父傳授崆峒派絕學「七傷拳」之口訣，十歲時才跟隨父母回到中原。
回到中原後，因武林人士追問謝遜與「屠龍刀」的下落，張翠山夫婦為保守秘密而在武當山紫霄宮前雙雙自盡，而張無忌則被「玄冥二老」之一的鶴筆翁以「玄冥神掌」打傷，只能依靠太師父張三丰、師叔伯等人以深厚內力灌入體內才得以續命，但仍然根治不了他身上的寒毒。
兩年後，隨太師父離開武當山至嵩山少林寺求取「少林九陽功」不果，卻在漢水渡口遇見明教中人常遇春和年幼的周芷若，周芷若的温柔照料給年幼的張無忌留下極其深刻的印象。與太師父分別後，隨常遇春到淮北蝴蝶谷尋訪「蝶谷醫仙」胡青牛療傷，但玄冥神掌的寒毒毒性異常厲害，連胡青牛也束手無策，只能每日為張無忌驅散寒毒，卻沒法替其根治。玄冥寒毒陰冷無比，間歇發作，一次比一次厲害，纏得張無忌死去活來。
在蝴蝶谷居住的兩年期間，已經14歲的張無忌的寒毒並没有痊癒，但倒是學全了胡青牛的高明醫術，并帮他夫妇建了假坟一度瞒过金花婆婆。
其後金花婆婆前來蝴蝶谷為夫找胡青牛夫妇報仇，在假坟墓旁的遇到他，她意外得知谢逊是他义父而企图对他施以酷刑，張無忌幸得峨嵋派掌門滅絕師太插手才能免於被害。遵照紀曉芙的遺願，護送其女兒楊不悔至西域崑崙山明教「光明左使」楊逍的居所。
其間被崑崙派掌門「鐵琴先生」何太沖陷害，險些喪命；接著又給「驚天一筆」朱長齡和自己戀慕的朱九真誘騙，旨在套取謝遜及屠龍刀的下落。
後來張無忌無意中識破了朱長齡的奸計，欲逃脫時與朱長齡雙雙跌落崑崙山一山谷之平台上，自己因身子瘦小而穿過平台一狹窄山洞，意外走進一個世外桃源，朱長齡卻不能穿過山洞而被困於洞外。
在這世外桃源裏，因偶然救了一隻白猿而從其腹中取出《九陽真經》，並由此修習九陽神功達五年之久，不但盡數驅除了體内纏綿多時的寒毒，且内力更因此臻化境。

### 明教教主
二十歲的張無忌出谷之後不久，便即為自己的驚世內力小試牛刀，先助蛛兒打退武烈、何太沖、「毒手無鹽」丁敏君等人，又在西域大漠時不避不擋下硬接了峨嵋派掌門滅絕師太的「飄雪穿雲掌」、「截手九式」和「佛光普照」三掌。與此同時，重遇了已經長大並加入了峨嵋派的周芷若，兩人礙於身份暫時不能公開相認。
隨後，張無忌被「布袋和尚」說不得用「乾坤一氣袋」擄上明教總壇光明頂，卻在袋中陰差陽錯地把《九陽真經》最後一關衝破，神功遂得以大成。
及後因追趕成崑而與小昭走進秘道，意外獲得波斯明教的護教神功「乾坤大挪移」心法；因身負舉世無雙的內力而可在數個時辰內練至第六層，並因之而脫險。
此時年紀輕輕的張無忌，武功已足以媲美師祖張三丰，適逢六大門派圍攻光明頂，明教陷於存亡之秋，張無忌挺身而出，力挫崆峒派宗維俠、常敬之、少林派空性神僧（前兩者是以「七傷拳」敗之，兼用九陽真氣助其療傷；擊敗空性則是使用少林派的絕學「三十六式龍爪手」）；並在周芷若的指點下擊敗華山派鮮于通、高老者、矮老者、崑崙派何太沖、斑淑嫻；以「乾坤大挪移」奪下峨嵋派滅絕師太的倚天劍。但周芷若卻因着師父滅絕師太的命令，以倚天劍刺傷了張無忌。并最后在重伤下擊敗武當派宋青書，隨後殷梨亭为报夺妻之恨而欲杀杨逍，反而让他與武當七俠相認，並因而被明教上下推舉為第三十四代教主。

### 巧遇郡主
張無忌欲到冰火島接回義父謝遜，遂率領明教中人返回中原，途中聞得六大派離開光明頂後相繼失蹤，接著在甘涼大道上巧遇女扮男裝的蒙古郡主趙敏正手持倚天劍，命其手下將欺凌百姓的元兵射殺，眾人不虞有詐，接受趙敏邀請前往綠柳山莊歇息，豈料遭趙敏暗中下毒；張無忌為取解藥，與趙敏雙雙跌入機關之中，兩人肌膚之親，漸生愛意。
眾人抵達少林寺後，驚見少林派遭人血洗，現場還留有嫁禍於明教及武當派即將遭難的字句，張無忌深知事態非比尋常，便指令教中眾人一同趕往營救；自己則與青翼蝠王韋一笑先行前往武當山。在武當山上，太師父張三丰被趙敏手下偷襲而身受重傷，張無忌幸得太師父傳授其新創絕學「太極拳」和「太極劍」，並以此將趙敏旗下的武林高手——前丐幫長老「八臂神劍」方東白及來自西域「金剛門」的阿二、阿三打至重傷殘廢，替父母、師叔伯等人報卻大仇。
當得悉六大派中了趙敏的「十香軟筋散」而被囚禁在大都萬安寺後，與楊逍、韋一笑前往打探，其間重遇潛伏在汝陽王府多年的光明右使范遙。范遙使計從玄冥二老手中騙得「十香軟筋散」的解藥，讓六大派中人回復內力，及後卻因蒙古軍隊放火燒塔而再次被困，幸得張無忌以「乾坤大挪移」第七層武功使眾人安然無恙地由萬安寺高塔跳至地面，只剛卸任的峨嵋派前掌門滅絕師太因不願接受明教的相助而墜下身亡。

### 結怨生仇
金花婆婆憑着出色的航海技術找到了冰火島，將謝遜帶至靈蛇島，以便騙取屠龍刀與滅絕師太一決高下。當得悉滅絕師太受困於萬安寺後前往救人，聞得噩耗後無奈返回靈蛇島，並將新任峨嵋派掌門人周芷若一併擄走。張無忌、趙敏、小昭三人扮作舵工潛伏在船上，與金花婆婆師徒、被擄的周芷若一起乘船前往靈蛇島，重遇義父謝遜，但卻不便立即表露身分。
金花婆婆表面上欲借屠龍刀與滅絕師太交手，但謝遜深知金花婆婆實則希望借此刀擊敗楊逍和范遥，以便潛入明教光明頂的暗道，故此拒絕借刀並與金花婆婆動手。同時躲在一旁的張無忌從二人對話得悉金花婆婆的原來身分，她便是銷聲匿跡多年、明教四大護教法王之首的紫衫龍王黛綺絲。
便於此時，波斯總教派來的使者「風雲三使」──流雲使、妙風使、輝月使前來靈蛇島捉拿犯了教規的黛綺絲，張無忌為了保護義父而與風雲三使過招，卻不敵對方所施展的古波斯「聖火令武功」，只能靠深厚內力苦苦支撐，幸得趙敏趕到使出三招拼命招式後才得以逃脱。及後，張無忌在小昭的幫助下學會了刻在聖火令上的古波斯武功才成功擊敗風雲三使。但波斯明教暗地偷袭，令己方船只几近沉入海底，小昭及黛绮丝为了张无忌等人保存性命，以她们回波斯作交易筹码。
黛綺絲、小昭二人跟隨波斯人離開後，張無忌、趙敏、周芷若、殷離、謝遜五人乘船到達一荒島上，好讓殷離能靜心養傷。某日，張無忌發現自己、義父和周芷若均身中「十香軟筋散」，趙敏和屠龍刀、倚天劍同告失蹤，殷離更疑似傷重離世。周芷若一口咬定是趙敏所為，張無忌雖有懷疑，但更傷心趙敏為了刀劍而背棄自己，欺騙了自己的感情，但始終不確定趙敏是否為兇手，但周芷若卻建議張無忌務必手刃仇人。若要協助周芷若逼出體内的「十香軟筋散」，少不免會有肌膚之親，為了減少尷尬，在義父謝遜的驅使下與周芷若在島上訂下婚姻之約。
回到中原後，張無忌在遼東遇上趙敏，既驚且喜，但始終不忍將其殺掉；而趙敏則要求與謝遜和周芷若當面對質，不料兩人均已失蹤，趙敏真心告白後使張無忌暫時相信其所言。機緣巧合下偶遇武當四俠，卻被誤以為害死師叔莫聲谷的凶手，幸得聽到宋青書與陳友諒的對話後才洗清冤屈。接着，張無忌為尋義父和周芷若的下落而先行離開打探消息，最終發現周芷若落入丐幫手中。急欲救回義父的張無忌硬闖丐幫大會，雙方酣鬥之際，黃衫女子帶同前丐幫幫主史火龍的遺孤史紅石與丐幫信物打狗棒從天而降，並當眾揭穿成昆、陳友諒的奸謀。
張無忌與周芷若拜堂成親之際，趙敏突然現身，以謝遜的頭髮要求張無忌不得與周芷若成親。張無忌因救義父之心極為逼切，決定終止拜堂；周芷若卻突然以「九陰白骨爪」企圖殺害趙敏，范遥和張無忌先後出手阻止，但周芷若仍打傷了趙敏，並發誓與張無忌一刀兩斷。

### 刀劍揭秘
趙敏把張無忌帶至河南少室山下，並告知他謝遜為成崑所捉，現囚禁於少林寺中。二人一路中共患難，感情不斷升温，更在少室山下扮起了夫妻，打探謝遜的消息。最終張無忌扮作樵夫成功混入少林寺，暗中跟隨成昆至謝遜囚禁之地，即少林寺以北百丈外的一座小山峰上，由達摩堂三位得道高僧渡厄、渡劫、渡難看管。張無忌獨自闖關，卻破不了三大神僧的「金剛伏魔圈」；及後聯同明教光明左使楊逍和外公白眉鷹王殷天正再次闖陣，不但未能救回謝遜，更令鷹王油盡燈枯，與世長辭。
屠獅英雄大會上，周芷若有心當天下第一，張無忌因對其感到愧疚，故交手時暗中相讓以成其名。二人合力闖陣並救出謝遜，周芷若欲將謝遜擊斃以報復張無忌悔婚，千鈞一髮之際，黃衫女子及時趕到，並以正宗「摧堅神爪」制服周芷若，將其身上兩塊刻有桃花島地圖的鐵片交給張無忌，揭破周芷若在荒島上下毒害人、盜去屠龍刀和倚天劍的秘密。張無忌知曉後，雖為周芷若感到痛苦，但也心下竊喜，因為真相終於大白。其後經銳金旗吳勁草借用聖火令，重新鑄造好屠龍刀，而吳勁草認為倚天劍害過幫中不少兄弟而不肯重鑄，謝遜則歸於少林。張無忌認為屠龍刀應屬少林，但空聞堅決不受，故屠龍刀最終落在張無忌手中，而倚天劍作為峨嵋派的鎮派之寶，遂歸還峨嵋派。
張無忌身任明教教主，成功消除明教與各大門派的隔閡，並取得屠龍刀成為武林至尊，更獲得武學巨著《九陰真經》，還將《武穆遺書》交給了明教中人徐達，助其率領義軍擊敗元兵，威震漠北，最終將蒙古人趕回北方塞外。

### 结局
連載版结局：張無忌決定將教主之位傳給楊逍，答允出家的周芷若恳求，担任后任峨嵋掌门，并与赵敏结成连理 。
三聯版结局：張無忌在朱元璋暗地里算计下心灰意冷，決定將教主之位傳給楊逍，与赵敏画眉时候重遇周芷若，處於兩人之間，内心感情百感交集 。
新修版结局：张无忌自觉无法处理朱元璋日渐坐大，决定退位，把教务传给杨逍，范遥，彭莹玉等掌管，与赵敏双双退隐蒙古。

## 感情關係
張無忌少年時帶著楊不悔前往西域，互相建立了深厚的兄妹之情，兩人以「無忌哥哥」和「不悔妹妹」相稱。其後張無忌遇見朱九真後便深受其美貌吸引，一直暗戀著她，曾經為了她而捨命出手，但最後發覺她只是為父親騙取屠龍刀的人。
張無忌在書中有著五位紅顏知己。  
- 張無忌稱他的表妹殷離做「蛛兒」，曾經親口說過要娶她為妻，不過蛛兒只是心中惦記著以前在蝴蝶谷見過的少年張無忌，只叫成人的張無忌做「曾阿牛」，是張無忌第一個未婚妻。
- 張無忌和楊不悔這對青梅竹馬相處最久，共患難，這是他當年小小年紀智鬥敵人的時刻，後才被胡青牛接到明教報告才接過來住、治療，也是因此培養他成名醫。
- 張無忌和小昭則互相有極親切的感覺，互相關照，小昭只想永遠服侍他，不過她還是需要回波斯當明教聖女，不能和張無忌一起生活。在第三版中，回到波斯的小昭送了一封信給張無忌，表明自己的感受，又送上明教失落多年的六枚聖火令，使張無忌的教主地位更明正言順，令張無忌甜蜜又酸楚，深受感動。
- 峨嵋派周芷若與張無忌小時候相遇，对张无忌有「餵飯之恩」，從那時起心中对张无忌念念不忘。周芷若的師父滅絕師太命她發誓不能跟張無忌成婚。但周芷若情难自禁，光明顶一剑之后，对張無忌再也无法忘怀。周芷若后为了师父的遗命，使計偷取倚天劍和屠龍刀，並殺傷毀容殷離再嫁禍於趙敏，但也為了個人感情執意與張無忌成婚。後來张无忌棄婚，周芷若因記恨於情人而決意走上光大峨嵋的道路，在屠獅大會中對決張無忌，因張無忌手下留情遭到周芷若偷襲，周芷若也從而獲得了武功天下第一的名号。书末真相大白，周芷若仍對張無忌念念不忘無法忘懷，縱身撲入張無忌懷中後向张無忌坦诚盗取刀剑，嫁祸赵敏的一切缘由，张无忌最終原谅她。
- 张无忌受蒙古女子趙敏爱慕，在赵敏的追求下接受了她。书末张无忌决定送趙敏回蒙古，并从此寄居蒙古，不再回中土。他們初時的身份是敵人，但隨後兩人互相協助，慢慢产生了感情。
- 張無忌個性善良，並總看到人光明、美好的一面，因此在面對與他有感情糾葛的四女時，張無忌喜歡看她們光明之處，各有特色，值得張無忌欣賞之所在。

金庸在新修版第四十章，又让張無忌答应了周芷若不与赵敏拜堂成亲的要求。但張無忌同时表示：
张无忌道：“不拜堂成亲，自然不违背侠义之道。我跟你本来有婚姻之约，后来可也没拜堂成亲。好！我答允你。到了蒙古之后，我不和赵敏拜堂成亲，但我们却要一样做夫妻、一样生娃娃！”實際上，作者在前文中已有暗示：
|  | 張無忌道：“不！義父，芷若，你們聽我一言。表妹待我情意深重，她自幼便心中以我為夫，我心中也已以她為妻，雖無婚姻之事，卻有夫婦之義。她屍骨未寒，我何忍即行另結新歡？” |

可見，張無忌受童年經歷影響，重情義而輕形式，無論對男女還是江湖之事皆不為傳統善惡及形式所動。同樣對於夫妻之義也並不留於形式。

## 武功
梯云纵
武当派的轻功绝技，堪称轻功中的轻功，其注重身法的轻灵，不以步法多变来迷惑对手，要旨是身形轻巧，高低进退自如。
武當九陽功、九陽神功
此武功乃張三丰真人根據其師覺遠祖師傳授的少林寺寶典《九陽真經》裡面的口訣修煉出來的一門至高無上的內功心法。練成九陽神功者，內力可自生於體源源不絕、百毒不侵，更深具醫療之能，當對手攻擊自身時身體自生護體反震之力。任何武功藉由九陽神功使出皆威力巨大。
原本張三丰從《九陽真經》殘章斷句中領悟出武當九陽功，並傳授張無忌驅逐寒毒。後來張無忌從西域崑崙山得到全本《九陽真經》並練成九陽神功。
武当长拳
武当派三十二势入门功夫，拦截架格，腾挪闪让均要求出手有力，发脚迅速，手足齐到，动作分明。
七傷拳
崆峒派鎮山絕技，可以同時發出或剛猛或陰柔的不同勁力，摧傷敵人臟腑，拳力複雜，吞吐閃爍，變幻萬端。但使用時會令自身臟腑也受到傷害。由於張無忌的「九陽神功」極為渾厚，因此他使用七傷拳時完全沒受半點反撲傷害，威力亦遠勝「崆峒五老」跟謝遜。
龍爪手
少林七十二絕技之一，共分三十六式，手指坚硬愈钢，铁指开砖如泥，手如钢爪般抓树撕皮，搓石成粉，剑指开顽石等铁指神功，瞬间致敌于伤残，殺傷力極大。在和空性神僧戰鬥時利用空隙和天生的悟性融會貫通，成為其絕殺武功之一。
太極拳法
武當派鎮派之寶，集道家武學之大成的拳法，講究太極圓轉，永無止境，用意而不用力。曾以此招扭斷敵人的四肢，以報俞岱巖殘廢、導致父母親愧對自殺之仇。
太極劍法
武當派鎮派之寶，集道家武學之大成的劍法，講究神在劍先，綿綿不絕，以畫圈的方法對付敵人。為當世世所罕有的神妙劍法。
圣火令　　
波斯明教的镇教圣物，为白金玄铁和金刚砂混和铸成，质地坚硬无比，共六枚，长短大小各不相同，似透明，非透明，令中隐隐有火焰飞腾，颜色变幻，每枚令上皆刻有「山中老人」霍山所铸的武功精要。另有六枚聖火令，上面刻有明教申令的三大令、五小令。
十二枚圣火令由波斯一同传入中土，一向为中土明教教主的令符。在传到第三十一代教主时被丐帮夺去，並辗转经波斯商贾重新流入波斯总教。
张无忌在灵蛇岛与风云三使激战时夺去六枚刻有古波斯武功的聖火令，其餘六枚則要待小昭当上波斯明教教主后才將之送回中土明教，交到张无忌手中。
聖火令神功
「山中老人」霍山所創的詭異武功，路數指東打西，令人防不勝防。身法怪异达极点，是旁门左道武学的巅峰，為一門邪道武學。威力極強，奇招初見殺；逾是使用就逾得心應手，最終會導致使用者心有感悟而邪性大發。
乾坤大挪移
波斯明教總教的鎮教之寶，此心法共分七层境界，是运劲用力的一项极巧妙法门，可以激發常人體內潛藏的力量，任何一掌一式由乾坤大挪移使出來都威力奇大，於張無忌而言主攻。學成者任何武學一學即通；要旨是武学中的「借力打力」、「四两拨千斤」，但其中变化神奇，却是匪夷所思；能制造对手破绽，寻瑕抵隙，对方百计防护，尚且不稳；能积蓄劲力，将对手的力量渐渐积蓄，突然间反震出去，便如一座大湖在山洪爆发时储满了洪水，猛地里湖堤崩决，洪水急冲而出，将对手送来的力量尽数倒回；掌力游走不定，虚虚实实，能将对手的力量同时粘住了；能牵引挪移敌劲；颠倒一刚一柔、一阴一阳的乾坤二气，能转换于不知不觉之间，外形上便半点也看不出来了等。
倚天劍
傳說：「武林至尊，寶劍倚天，號令天下，莫敢不從！屠龍不出，誰與爭鋒？」「屠龍」指屠龍刀，「倚天」則指倚天劍。倚天劍乃峨嵋派的鎮派之寶，滅絕師太之徒周芷若為取《九陰真經》，不惜以倚天劍及屠龍刀互砍而分別斷成兩截。張無忌寄望日後終能接上。
屠龍刀
傳說：「武林至尊，寶刀屠龍，號令天下，莫敢不從！倚天不出，誰與爭鋒？」「屠龍」指屠龍刀，「倚天」則指倚天劍。屠龍刀與倚天劍因稱「武林至尊」而被武林中人視為寶物。屠龍刀原為張無忌義父金毛獅王謝遜所持有，其後，周芷若為取武學寶典，不惜以倚天劍及屠龍刀互砍而分別斷成兩截。其後經銳金旗吳勁草借用聖火令，重新鑄造好屠龍刀，及後落入張無忌手中，成為張無忌的兵器。
白虹劍
白眉天王殷天正的配劍。六大派圍攻光明項時，張無忌以一人之力力戰六大派。當與峨嵋門滅絶師太決戰時，殷天正因知滅絶師太所持的倚天劍仍當今神器，因此將白虹劍借於張無忌使用，希望能與倚天劍抗衡。可惜二人一交手，雙劍一碰，白虹劍立時被倚天劍所斷，張無忌因自覺弄斷殷天正（外公）的劍而內疚。

## 不同版本结局
- 第一版中，张無忌自願辭去教主之位，答允周芷若要求接任峨嵋派掌门，没有谁设局逼退他[3]。

- 第二版中，朱元璋拥兵自立，欲除掉张无忌，于是设计骗得他心灰意冷，使他自辭教主之位，与趙敏退隐江湖，教主之位由杨逍接替，与趙敏画眉之時重遇周芷若，處於兩人之間，内心感情百感交集，感情上處於兩人之間似乎還沒有明確的歸屬 [2]。

- 第三版中，張無忌自觉无法处理朱元璋日渐坐大，决定退位，把教务传给楊逍、范遙、彭瑩玉等掌管，則送趙敏回蒙古生活，自己也寄身蒙古，不再回来。

## 影视形象

### 劇集
- 鄭少秋：香港無綫電視《倚天屠龍記》（1978年）
- 劉德凱：台灣台視《倚天屠龍記》（1984年）
- 梁朝偉：香港無綫電視《倚天屠龍記》（1986年）
- 馬景濤：台灣台視《倚天屠龍記》（1994年）
- 吳啟華：香港無綫電視《倚天屠龍記》（2001年）
- 蘇有朋：中國亞環影音《倚天屠龍記》（2003年）
- 鄧超：中國華誼兄弟、華夏視聽聯合出品《倚天屠龍記》（2009年）
- 曾舜晞：中國華夏視聽、企鵝影視聯合出品《倚天屠龍記》（2019年）

### 電影
- 梁家寶：《倚天屠龍記》（1963年），香港粵語長片，豪華影片公司
- 林家聲：《倚天屠龍記》、《倚天屠龍記》（1965年），香港粵語長片，揚子江影業公司
- 爾冬陞：《倚天屠龍記》及《倚天屠龍記大結局》（1978年）、《魔劍屠龍》（1984年），邵氏公司
- ：《倚天屠龍記之魔教教主》（1993年），香港永盛電影公司
- 林峯：《倚天屠龍記之九陽神功》、《倚天屠龍記之聖火雄風》（2022年），星王朝

## 相關人物
|        |        |        |        | 殷天正 |        |  |  |        |        |        |        |        |        |        |        |        |        |        |        |        |        |      |      |            |            |            |            |            |            |            |            |            |            |  |  |
|        |        |        |        |        |        |  |  |        |        |        |        |        |        |        |        |        |        |        |        |        |        |      |      |            |            |            |            |            |            |            |            |            |            |  |  |
|        |        |        |        |        |        |  |  |        |        |        |        |        |        |        |        |        |        |        |        |        |        |      |      |            |            |            |            |            |            |            |            |            |            |  |  |
| 殷野王 | 殷野王 | 殷野王 | 殷野王 | 殷野王 | 殷野王 |  |  | 殷素素 | 殷素素 | 殷素素 | 殷素素 | 殷素素 | 殷素素 |        |        | 張翠山 | 張翠山 | 張翠山 | 張翠山 | 張翠山 | 張翠山 |      |      | 察罕帖木兒 | 察罕帖木兒 | 察罕帖木兒 | 察罕帖木兒 | 察罕帖木兒 | 察罕帖木兒 |            |            |            |            |  |  |
| 殷野王 | 殷野王 | 殷野王 | 殷野王 | 殷野王 | 殷野王 |  |  | 殷素素 | 殷素素 | 殷素素 | 殷素素 | 殷素素 | 殷素素 |        |        | 張翠山 | 張翠山 | 張翠山 | 張翠山 | 張翠山 | 張翠山 |      |      | 察罕帖木兒 | 察罕帖木兒 | 察罕帖木兒 | 察罕帖木兒 | 察罕帖木兒 | 察罕帖木兒 |            |            |            |            |  |  |
|        |        |        |        |        |        |  |  |        |        |        |        |        |        |        |        |        |        |        |        |        |        |      |      |            |            |            |            |            |            |            |            |            |            |  |  |
|        |        |        |        |        |        |  |  |        |        |        |        |        |        |        |        |        |        |        |        |        |        |      |      |            |            |            |            |            |            |            |            |            |            |  |  |
| 殷離   | 殷離   | 殷離   | 殷離   | 殷離   | 殷離   |  |  |        |        |        |        | 张无忌 | 张无忌 | 张无忌 | 张无忌 | 张无忌 | 张无忌 |        |        | 趙敏   | 趙敏   | 趙敏 | 趙敏 | 趙敏       | 趙敏       |            |            | 庫庫特穆爾 | 庫庫特穆爾 | 庫庫特穆爾 | 庫庫特穆爾 | 庫庫特穆爾 | 庫庫特穆爾 |  |  |
| 殷離   | 殷離   | 殷離   | 殷離   | 殷離   | 殷離   |  |  |        |        |        |        | 张无忌 | 张无忌 | 张无忌 | 张无忌 | 张无忌 | 张无忌 |        |        | 趙敏   | 趙敏   | 趙敏 | 趙敏 | 趙敏       | 趙敏       |            |            | 庫庫特穆爾 | 庫庫特穆爾 | 庫庫特穆爾 | 庫庫特穆爾 | 庫庫特穆爾 | 庫庫特穆爾 |  |  |

- 義父：謝遜